# Stige Sogn
Stige Sogn (bis 1. Oktober 2010: Stige Kirkedistrikt  (dt.: Kirchenbezirk) im Lumby Sogn) ist eine Kirchspielsgemeinde (dän.: Sogn)  im südlichen Dänemark. Bis zum 1. Oktober 2010 war sie lediglich ein Kirchenbezirk im Lumby Sogn. Als zu diesem Termin sämtliche Kirchenbezirke Dänemarks aufgelöst wurden, wurde sie ein selbständiges Sogn. Die genauen Grenzen des neuen Kirchspiels sind noch nicht bekannt gegeben.
Von den 182.387 Einwohnern von Odense leben 3491 im Kirchspiel Stige (Stand: 1. Januar 2023). Im Kirchspiel liegt die Kirche „Stige Kirke“.

## Geschichte
Bis 1970 gehörte Lumby Sogn zur Harde Odense Herred im damaligen Odense Amt, danach zur Odense Kommune im Fyns Amt, die seit der Kommunalreform zum 1. Januar 2007 Bestandteil der Region Syddanmark ist.